# ᴜ̨
Cette page contient des caractères spéciaux ou non latins. S’ils s’affichent mal (▯, ?, etc.), consultez la page d’aide Unicode.
La petite capitale u ogonek, ᴜ̨, est un graphème utilisé dans la transcription de George L. Trager (en). Il s’agit de la lettre petite capitale u diacritée d’un ogonek.

## Utilisation
George L. Trager (en) a utilisé la petite capitale u ogonek pour noter une voyelle pré-fermée postérieure arrondie nasalisée.

## Représentations informatiques
Le petite capitale u ogonek peut être représenté avec les caractères Unicode suivants :
- décomposé (latin étendu - extensions phonétiques, diacritiques) :

| formes    | représentations | chaînes de caractères | points de code | descriptions                                                 |
| --------- | --------------- | --------------------- | -------------- | ------------------------------------------------------------ |
| minuscule | ᴜ̨               | ᴜ◌̨                    | U+1D1C U+0328  | lettre minuscule latine petite capitale u diacritique ogonek |